# Primera División de Uruguay 1931
Campeonato Uruguayo de Fútbol 1931 var den 28:e säsongen av Uruguays högstaliga i fotboll, och sista säsongen som ligan spelades på amatörnivå. Ligan spelades som ett seriespel där samtliga lag mötte varandra vid två tillfällen. Totalt spelades 132 matcher med 358 gjorda mål.
Montevideo Wanderers vann sin tredje titel som uruguayanska mästare.

## Deltagande lag
12 lag deltog i mästerskapet, samtliga från Montevideo. Detta var Capurro och Olimpias sista säsong i Primera División då lagen slogs samman och bildade CA River Plate, den 11 maj 1932.

## Poängtabell
| Nr | Lag                  | S  | V  | O | F  | GM | IM | MS  | P  |
| -- | -------------------- | -- | -- | - | -- | -- | -- | --- | -- |
| 1  | Montevideo Wanderers | 22 | 17 | 5 | 0  | 45 | 10 | +35 | 39 |
| 2  | Nacional             | 22 | 15 | 6 | 1  | 49 | 13 | +36 | 36 |
| 3  | Rampla Juniors       | 22 | 14 | 3 | 5  | 36 | 23 | +13 | 31 |
| 4  | Peñarol              | 22 | 9  | 8 | 5  | 29 | 15 | +14 | 26 |
| 5  | Central FC           | 22 | 7  | 9 | 6  | 28 | 24 | +4  | 23 |
| 6  | Misiones FC          | 22 | 9  | 4 | 9  | 27 | 37 | −10 | 22 |
| 7  | CA Defensor          | 22 | 8  | 4 | 10 | 33 | 29 | +4  | 20 |
| 8  | Sud América          | 22 | 5  | 9 | 8  | 19 | 20 | −1  | 19 |
| 9  | Bella Vista          | 22 | 5  | 8 | 9  | 22 | 34 | −12 | 18 |
| 10 | Racing Club          | 22 | 3  | 7 | 12 | 22 | 36 | −14 | 13 |
| 11 | Olimpia              | 22 | 3  | 3 | 16 | 29 | 59 | −30 | 9  |
| 12 | Capurro              | 22 | 2  | 2 | 18 | 19 | 50 | −31 | 6  |